# Witkowo (województwo pomorskie)
Witkowo (kaszb. Witkòwò, niem. Vietkow) – wieś w Polsce, w województwie pomorskim, w powiecie słupskim, w gminie Smołdzino na Wybrzeżu Słowińskim.
W latach 1975–1998 miejscowość należała administracyjnie do województwa słupskiego.
W 2011 miejscowość liczyła 104 mieszkańców.

## Nazwa
Nazwa, poświadczona po raz pierwszy w 1779 w zniemczonej formie Wietkow, ma pochodzenie słowiańskie i charakter dzierżawczy. Powstała przez dodanie do nazwy osobowej Witek ║ Witko (por. Witosław, Wit) formantu -owo. Friedrich Lorentz odnotował formę nazwy w lokalnych gwarach słowińskich: Vjĩtkɵvɵ wraz z nazwami mieszkańców – zarówno z pominiętym formantem -ɵv-: Vjĩtčȯu̯n, Vjĩtčȯu̯nkă „witkowianin, witkowianka”, jak i w postaci pełnej: Vjĩtkɵvjȯu̯n, Vjĩtkɵvjȯu̯nkă „ts.”. Niemiecka nazwa Vietkow jest adaptacją fonetyczną pierwotnej nazwy słowiańskiej.
Rada Języka Kaszubskiego proponuje kaszubską formę nazwy Witkòwò.